# Елсуърт (Мейн)
Елсуърт (на английски: Ellsworth) е град в САЩ, щата Мейн. Административен център е на окръг Ханкок. Населението на града е 7973 души (по приблизителна оценка от 2017 г.). В периода 2000 – 2010, Елсуърт е градът с най-бързорастящо население в щата Мейн (20% увеличение на населението). С многото си исторически сгради и интересни места, градът е непрекъснато посещаван от много туристи от САЩ и Канада най-вече в периода май-септември. Наблизо се намират националният парк Акадия, остров Маунт Дезърт и град Бар Харбър.